# Телепнев-Оболенский, Василий Фёдорович Помяс
Васи́лий Фёдорович Те́лепнев-Оболе́нский  по прозвищу Помяс  — князь, голова и воевода на службе у царя Ивана IV Грозного.
Сын князя Фёдора Васильевича Лопаты Телепнева-Оболенского.

## Биография
Принял участие в русско-литовской войне, командовал отрядом служилых татар (1535). Под командованием Василия Немого Шуйского участвовал в походе на Литву, осаде Мстиславля и опустошении литовских земель (1535).
Послан в Старицу с приказанием Андрею Ивановичу Старицкому ехать в Москву (1537), когда тот задумал бежать в Литву, был послан под начальством Ивана Оболенского-Телепнева к Волоку для перехвата беженца, участвовал в погоне и в переговорах с ним в Тухоле. Голова в Большом полку на Коломне (1539).
Второй воевода Передового полка на Оке и участвовал в отражении крымского набега (1541). Участвовал в походах на Казань (1545 и 1547). Воевода в Муроме (1547). Был во Владимире (1548). Получил приказ собирать в Муроме войско для похода на Казань (1549), участвовал в этом походе под руководством Ивана Грозного (1550). По крымским вестям стоял на Бобрике (1550). Сын боярский 1 статьи, пожалован московским дворянином (1550).
Дал вклад село Дгинь Бежецкого Верха в Троице-Сергиев монастырь.
Жена: №  Андреевна Кутузова. Бездетны.
Имел сестру: княжну Марию Фёдоровну, вышедшую замуж за князя Владимира Ивановича Воротынского.